# الجبل الجعشاني (المفلحي)

تعديل مصدري - تعديل

الجبل الجعشاني هي إحدى قرى عزلة المفلحي بمديرية المفلحي التابعة لمحافظة لحج، بلغ تعداد سكانها 321 نسمة حسب تعداد اليمن لعام 2004.